# Канаш (Калінінградська область)
Канаш (рос. Канаш) — селище Німанського району, Калінінградської області Росії. Входить до складу Жилінського сільського поселення.
Населення —  469 осіб (2015 рік). 